# بریتانی اسپیرز (بازیکن بسکتبال)
بریتانی اسپیرز (انگلیسی: Brittany Spears؛ زادهٔ ۲۷ سپتامبر ۱۹۸۸) بازیکن بسکتبال اهل ایالات متحده آمریکا است.